# Бестам (Кызылординская область)
Бестам (каз. Бестам) — село в Чиилийском районе Кызылординской области Казахстана. Административный центр и единственный населённый пункт Бестамского сельского округа. Находится примерно в 6 км к северу от районного центра, села Шиели. Код КАТО — 435238100.

## Население
В 1999 году население села составляло 1573 человека (796 мужчин и 777 женщин). По данным переписи 2009 года в селе проживало 1788 человек (908 мужчин и 880 женщин).